# O Pão
O Pão é um filme português de curta-metragem de Manoel de Oliveira. É um filme sobre o “ciclo do pão”, produzido para a Federação dos Industriais de Moagem.
Existem duas versões de O Pão:
- Uma primeira versão de 1959, com cerca de uma hora, que foi mostrada nesse mesmo ano na Feira Industrial de Lisboa;
- Uma segunda versão, muito mais curta, remontada por Oliveira em 1964, que estreou comercialmente em 1966.

O realizador referiu preferir a mais curta, dado que esta primeira havia sido realizada numa altura em que estava “sedento de cinema”, mostrando demasiado e assim prejudicando a ideia central do filme: “a ideia de que o pão é como uma corrente de um rio que passa por vários lugares, passa por diferentes mãos, por diferentes hábitos ou fardas.”